# 1615
1615 (MDCXV) byl rok, který dle gregoriánského kalendáře započal čtvrtkem.

## Události
- Karel starší ze Žerotína odstupuje z postu zemského hejtmana Moravy, nahrazuje jej Ladislav z Lobkovic
- Český sněm schválil jazykový zákon, který přikazoval používání češtiny na úřadech.
- vydání Nova Stereometria Doliorum Vinariorum Johanna Keplera.
- 11. červen, sňatek Kateřiny Švédské a Kazimíra Falcko-Zweibruckenského – rodiče švédského krále Karla X. Gustava
- Holanďané přebírají vládu nad Molukami od Portugalců. Jsou jedinými Evropany, kteří mohou obchodovat s Japonskem.
- V květnu a červnu probíhají v Japonsku boje mezi šógunátem a stoupenci Hidejori Tojotomiho, které skončí dobytím Ósackého hradu šógunátními silami. Je tak potlačen poslední odpor proti vládě Tokugawů, jejichž vláda není po následujících 250 let nikým ohrožována.
- do benátského přístavu je dovezena první káva
- 25. listopadu – uzavření sňatku mezi Ludvíkem XIII. a Annou Rakouskou v katedrále Saint-André v Bordeaux, rodiče Ludvíka XIV. a Filipa I. Orleánského

### Probíhající události
- 1568–1648 – Nizozemská revoluce
- 1568–1648 – Osmdesátiletá válka
- 1609–1618 – Rusko-polská válka

## Narození
Česko
- 05. ledna – Kryštof Bernard Skrbenský z Hříště, slezský šlechtic († 13. března 1686)

Svět

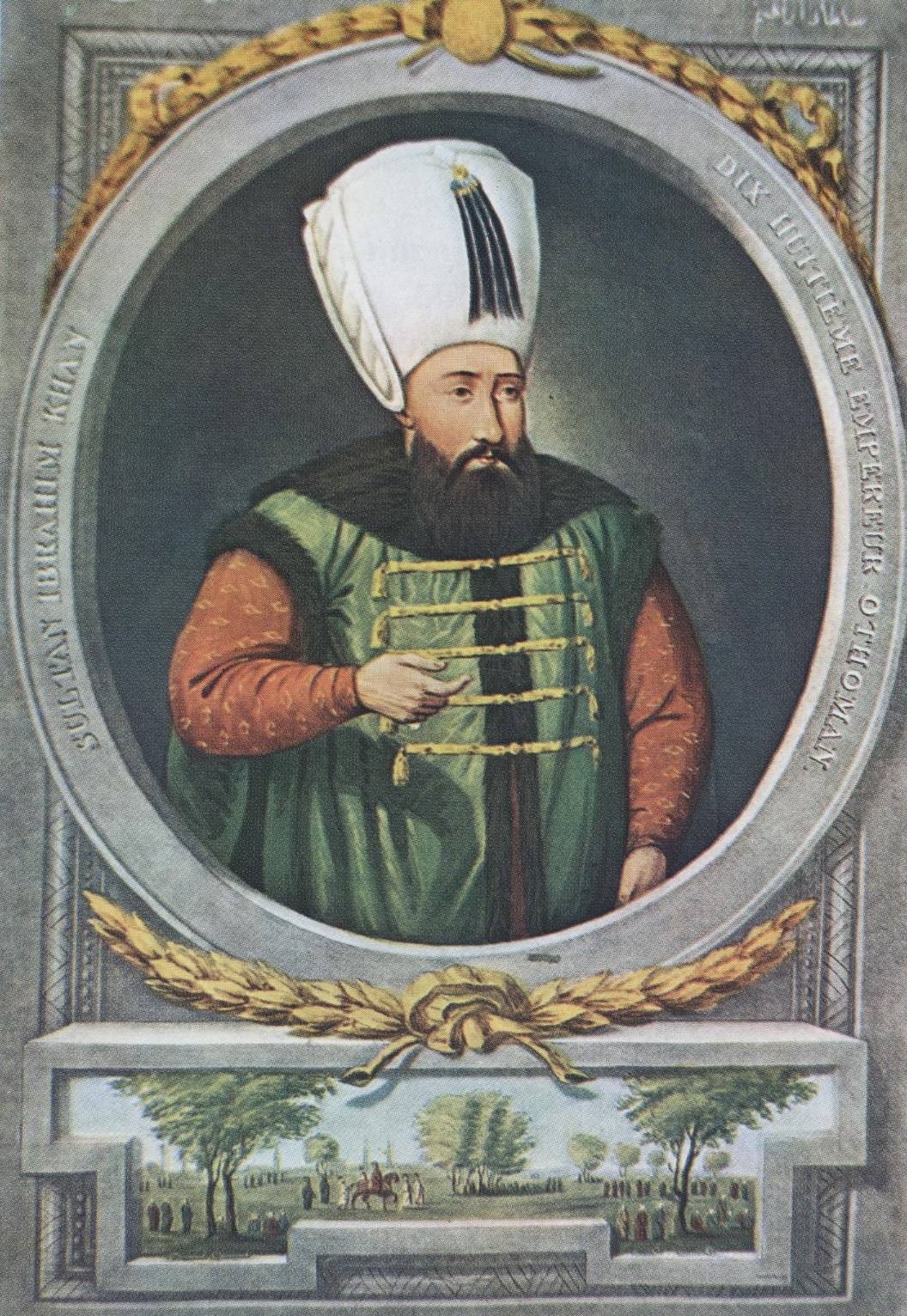
Ibrahim I. (* 5. listopadu)

- 27. ledna – Nicolas Fouquet, ministr financí za vlády Ludvíka XIV. († 23. března 1680)
- 18. února – Marie Kateřina Farnese, italská šlechtična a vévodkyně z Modeny († 25. července 1646)
- 23. února – Johann Franz von Preysing, knížecí biskup z Chiemsee († 8. července 1687)
- 11. března – Johann Weikhard von Auersperg, kníže minsterberský, rakouský šlechtic († 11. listopadu 1677)
- 13. března – Inocenc XII., papež († 27. září 1700)
- 21. března – Dionigi Bussola, italský sochař († 15. září 1687)
- 19. května – Giovanni Faustini, italský operní impresario a libretista († 19. prosince 1651)
- 22. července – Markéta Lotrinská, orleánská vévodkyně († 13. dubna 1672)
- 20. září – Jan Adolf I. ze Schwarzenbergu, rakouský a český šlechtic a diplomat († 26. května 1683)
- 26. září – Heinrich Bach, německý varhaník a hudební skladatel († 20. července 1692)
- 05. listopadu – Ibrahim I., osmanský sultán († 18. srpna 1648)
- 24. listopadu – Filip Vilém Falcký, falcký kurfiřt († 2. září 1690)
- 07. prosince – Nicodemus Tessin starší, švédský architekt († 24. května 1681)
- 09. prosince – Anna Carrová, hraběnka z Bedfordu, anglická šlechtična († 10. května 1684)
- 16. prosince – Friedrich von Schomberg, evropský vojevůdce, původem německý šlechtic († 11. července 1690)
- neznámé datum
  - Carlo Lurago, italský architekt a sochař († 22. října 1684)
  - Giovanni Antonio Rigatti, italský hudební skladatel († 24. října 1649)
  - Salvator Rosa, italský malíř a rytec († 15. března 1673)
  - Pieter Verbrugghen, vlámský barokní sochař († po 1686)
  - Reinier van Persijn, nizozemský malíř a rytec († 23. listopadu 1688)

## Úmrtí
Česko
- 04. března – Hans von Aachen, malíř působící na dvoře Rudolfa II. (* 1552/56)
- 04. června – Vavřinec Benedikt z Nudožer, matematik, básník, filolog, profesor Univerzity Karlovy (* 10. srpna 1555)
- neznámé datum
  - Jiří Rychnovský, hudební skladatel (* 1540)
  - Jan Boreň Chlumčanský z Přestavlk, šlechtic a cestovatel (* 1555)

Svět

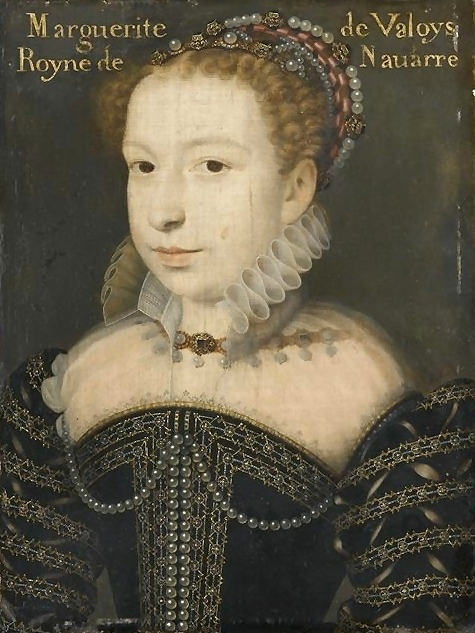
Královna Margot († 27. března)

- 15. ledna – Virginie Medicejská, nemanželská dcera Cosima I. Medicejského (* 29. května 1568)
- 03. nebo 5. února – Justus Takayama Ukon, japonský katolický samuraj (* 1552)
- 04. února – Giambattista della Porta, italský učenec a vědec (* 1535)
- 04. března – Hans von Aachen, německý malíř období manýrismu (* 1552)
- 10. března – Svatý Jan Ogilvie, mučedník, skotský konvertita (* 1579)
- 11. března – Juliaen Teniers starší, vlámský malíř (* 1572)
- 27. března – Královna Margot, francouzská princezna, manželka krále Jindřicha IV. (* 14. května 1553)
- 04. května – Adriaan van Roomen, vlámský matematik (* 29. září 1561)
- 26. května – Avraham Šmu'el Bacharach, německý rabín (* kolem 1575)
- 02. června – Motocugu Gotó, japonský samuraj (* 5. května 1560)
- 05. června – Hidejori Tojotomi, syn generála, který poprvé sjednotil celé Japonsko (* ? 1593)
- 11. června – Moričika Čósokabe, japonský samuraj (* 1575)
- 26. července – Alonso Pérez de Guzmán, španělský generál (* 10. září 1550)
- neznámé datum
  - Mateo Alemán y de Enero, španělský spisovatel (* 1547)
  - Pedro Fernandes de Queirós, portugalský mořeplavec (* 1563)
  - Šen I-kuan, čínský politik mingského období (* 1531)

## Hlavy států
- Anglie – Jakub I. Stuart (1603–1625)
- Francie – Ludvík XIII. (1610–1643)
- Habsburská monarchie – Matyáš Habsburský (1612–1619)
- Morava – Karel starší ze Žerotína
- Osmanská říše – Ahmed I. (1603–1617)
- Polsko-litevská unie – Zikmund III. Vasa (1587–1632)
- Rusko – Michail I. (1613–1645)
- Španělsko – Filip III. (1598–1621)
- Švédsko – Gustav II. Adolf (1611–1632)
- Papež – Pavel V. (1605–1621)
- Perská říše – Abbás I. Veliký